# Hudi dol
Hudi dol (1983) je avtobiografski roman Karla Leskovca o enoletnih pastirskih izkušnjah v otroštvu.

## Vsebina
Devetletnega Karla iz revne velike družine sta starša poslala za pastirja h kmetu Tomažu Ponikvarju v Hudi dol, da bi jima pomagal pri preživljanju družine. Karel se je upiral in se pomiril šele ob novici, da tam za pastirja služi tudi njegov starejši brat Mirko. Ker pozimi na pašo niso hodili, je skrbel za Tomaževo novorojeno deklico. Do gospodarja in gospodinje Marjete se je obnašal spoštljivo, onadva pa sta zanj skrbela le za silo. Tomaž je bil zelo grob in ga je včasih celo natepel, gospodinja pa je bila bolj blaga. Pozimi je lahko spal na krušni peči z otrokom.
V šolo je hodil na Srednji vrh in se tam družil z bratom Mirkom, Liparjevim Jernejem ter krepkim in močnim Johanom, ki je vedno kaj ušpičil. Vsi so bili za pastirje. Verouk je poučeval župnik in po njegovi smrti kaplan, pouk pa je vodila mlada učiteljica. Johan ni bil preveč brihten in se je pred tablo pogosto osmešil, Karel pa je rad recitiral Gregorčičevo poezijo. Gospodar in gospodinja sta na šolo gledala kot na breme in Karel ju je moral prositi, če je hotel v šolo. V času paše spomladi in poleti je malo hodil v šolo, saj so bile obveznosti na kmetiji pomembnejše. Na paši je cel dan pazil na dve kravi, s sabo je vzel tudi otroka. Med igro s prijateljem Jernejem je pozabil na svoje dolžnosti. Spati je moral kakor vsi pastirji v hlevu, kjer mu je gospodar v žlebu napravil nekakšno ležišče iz sena.
Po nedeljski maši v Ravnah in med prazniki je obiskoval svojo družino. Potožil se je nad Ponikvarjevo nasilnostjo in želel domov ali služit kam drugam, vendar ga je mati vedno prepričala, naj po dogovoru ostane do konca leta.
Mirko je na začetku rad služil pri kmetu Hribarju, ko pa se je vselila nova nevesta, je pobegnil. Dobil je pastirsko službo v kraju blizu Ljubljane, kjer je že delal njegov starejši brat Jaka. Karel zdaj ni imel nikogar, da bi se mu zaupal. Veseli se konca leta, ko bo lahko končno zapustil Hudi dol, a izve, da so se starši dogovorili še za eno leto. Odločil se je, da se ne bo več vrnil, in s prijateljem Jernejem sta se s culo odpravila proti domu.

## O Karlu Leskovcu
V otroštvu je služil za pastirja, leta 1941 se je vključil v narodnoosvobodilno gibanje in leto kasneje med partizane. V Prešernovi brigadi je zaradi vojaških sposobnosti leta 1944 postal komandant. Po upokojitvi leta 1965 se je intenzivno posvetil pisanju, snov za svoja dela je črpal iz spominov, predvsem iz vojnih let. Njegova najbolj znana dela so Križpotje, Trnulje, Nevarni koraki, Vesela pomlad in Hudourniki.

## Komentarji
Leskovec namreč nikakor ni solzav ali zagrenjen socialni pisec in njegov "Hudi dol" ni protestna socialna povest. Ni ne sociološka študija o pastirjevanju ne aktivistična agitka. Je le spomin na leto dni pastirjevanja malega Karla pri velikem kmetu v Hudem dolu brez vseh vrednostnih predznakov. Zato je v bistvu vedra, kot je na neki, do hladu odmaknjeni način toplo blizek in samoumeven vsak preživet, četudi še tako grenek spomin.  (Snoj 1983)